# Federazione pallavolistica delle Filippine
La Federazione filippina di pallavolo (eng. Philippine Amateur Volleyball Association, PAVA) è un'organizzazione fondata per governare la pratica della pallavolo nelle Filippine.
Organizza il campionato maschile e femminile, e pone sotto la propria egida la nazionale maschile e femminile.
Ha aderito alla FIVB nel 1951.